# Onthophagus phrutsaphaakhomus
Onthophagus phrutsaphaakhomus là một loài bọ cánh cứng trong họ Bọ hung (Scarabaeidae).